# Johan IV Corsselaar van Wittem

Familiewapen
Corsselaar van Wittem

Johan IV Corsselaar van Wittem, beter bekend als Jan van Wittem (?, ca. 1550 — Wouw, 1 mei 1588), graaf van Zeebrugge, baron van Boutersem en heer van Beersel, was een Zuid-Nederlands edelman en militair, die tijdens de Tachtigjarige Oorlog aanvankelijk de Staatse, later de Spaanse zijde koos.
Jan van Wittem was een telg uit het huis Corsselaar. Hij was de zoon van Maximiliaan Corsselaar van Wittem en Gilette van Halewijn, vrouwe van Boezinge.
Eind 1577 was hij korte tijd militair gouverneur van Maastricht. In deze periode kon Jan van Wittem nog tot de Staatse partij gerekend worden. Zijn bestuur duurde slechts enkele maanden en kenmerkte zich door grote onrust. Herhaaldelijk drong hij bij de Staten-Generaal der Nederlanden aan op troepenversterking in Maastricht, maar dit had geen effect. Ook ondervond hij tegenwerking van de 23 ambachten van Maastricht. Op 25 november 1577 diende hij zijn ontslag in.
Op 12 december van hetzelfde jaar trouwde hij met Maria Margaretha van Merode, dochter van Johan IX van Merode, graaf van Olen, heer van Westerlo, Pietersheim, Diepenbeek, Perwijs, Herlaar, Duffel, Leefdaal, IJsselmonde en Ridderkerk (1530-1602) en Mencia van Glymes, vrouwe van Walhain en Eigenbrakel (1540-1561). Maria Margaretha was tevens de nicht en erfgename van Jan IV van Glymes van Bergen, markies van Bergen op Zoom. Het echtpaar Van Wittem - Van Merode bestuurde het markiezaat Bergen op Zoom slechts vier jaar. Twee weken na de inname van Breda door Claudius van Berlaymont op 28 juni 1581, begaf Jan zich naar die stad en zocht toenadering tot de hertog van Parma. Na hun openlijke keuze voor de Spaanse zijde, verklaarden de Staten van Brabant Jan van Wittem en Maria Margaretha van Merode van hun rechten op het markiezaat Bergen op Zoom vervallen. In december 1581 poogde Jan de door de opstandelingen overgenomen stad Bergen op Zoom met geweld terug te winnen. Kort daarop schonken de Brabantse Staten het markiezaat aan prins Willem van Oranje, en na diens dood in 1584 aan diens zoon Maurits. Een deel van het markiezaat, het land van Wouw en een groot deel van het Oostkwartier, bleven echter Spaansgezind. Het echtpaar vestigde zich op het kasteel van Wouw, waar ze beiden in 1588 overleden.
Uit het huwelijk van Johan Corsselaar van Wittem en Maria Margaretha van Merode werden drie dochters geboren: 
- Margaretha Corsselaar van Wittem, markiezin van Bergen op Zoom (1580-1627). Zij trouwde in 1612 met Hendrik van den Bergh, graaf van den Berg-'s Heerenberg, heer van Stevensweert en stadhouder van Gelre.
- Maria Mencia Corsselaar van Wittem, gravin van Walhain (1581-1613) trouwde in 1599 met Herman van den Bergh, graaf van 's Heerenberg .
- Ernestine Corsselaar van Wittem, gravin van Walhain (1590-1649) trouwde in 1612 met Claude Frans van Cusange, baron van Belvoir en St. Julien (1590-1633). 
  - Marie-Henriette de Cusange (1599-1685) trouwde in 1660 met Karel Eugenius van Arenberg (1633-1681)